# Байсен (Оклахома)
Байсен (англ. Bison) — переписна місцевість (CDP) в США, в окрузі Гарфілд штату Оклахома. Населення — 56 осіб (2020).

## Географія
Байсен розташований за координатами 36°11′45″ пн. ш. 97°53′52″ зх. д. / 36.19583° пн. ш. 97.89778° зх. д. (36.195948, -97.897913).  За даними Бюро перепису населення США в 2010 році переписна місцевість мала площу 2,74 км², уся площа — суходіл.

### Клімат
| Клімат : Байсен          | Клімат : Байсен | Клімат : Байсен | Клімат : Байсен | Клімат : Байсен | Клімат : Байсен | Клімат : Байсен | Клімат : Байсен | Клімат : Байсен | Клімат : Байсен | Клімат : Байсен | Клімат : Байсен | Клімат : Байсен | Клімат : Байсен |
| Показник                 | Січ.            | Лют.            | Бер.            | Квіт.           | Трав.           | Черв.           | Лип.            | Серп.           | Вер.            | Жовт.           | Лист.           | Груд.           | Рік             |
| Абсолютний максимум, °C  | 27,2            | 32,2            | 36,7            | 37,8            | 37,8            | 41,1            | 45,0            | 46,1            | 43,3            | 37,2            | 31,1            | 28,9            | 46,1            |
| Середній максимум, °C    | 8,9             | 11,7            | 17,2            | 22,2            | 26,1            | 31,1            | 33,9            | 35,0            | 30,0            | 23,3            | 16,1            | 10,6            | 22,2            |
| Середній мінімум, °C     | −3,3            | −1,7            | 2,8             | 8,9             | 13,9            | 18,9            | 21,1            | 20,6            | 16,1            | 9,4             | 2,8             | −2,2            | 8,9             |
| Абсолютний мінімум, °C   | −27,2           | −27,8           | −20,6           | −8,9            | −1,7            | 6,1             | 10,6            | 6,1             | 0,0             | −11,1           | −13,9           | −21,1           | −27,8           |
| Норма опадів, мм         | 28              | 33              | 53              | 89              | 122             | 104             | 79              | 79              | 91              | 74              | 51              | 36              | 838             |
| ------------------------ | --------------- | --------------- | --------------- | --------------- | --------------- | --------------- | --------------- | --------------- | --------------- | --------------- | --------------- | --------------- | --------------- |
| Джерело: Weatherbase.com |                 |                 |                 |                 |                 |                 |                 |                 |                 |                 |                 |                 |                 |

## Демографія
Згідно з переписом 2010 року, у переписній місцевості мешкало 65 осіб у 29 домогосподарствах у складі 22 родин. Густота населення становила 24 особи/км².  Було 33 помешкання (12/км²).
Расовий склад населення:
| - 100,0 % — білих |

До двох чи більше рас належало 0,0 %. Частка іспаномовних становила 1,5 % від усіх жителів.
За віковим діапазоном населення розподілялося таким чином: 20,0 % — особи молодші 18 років, 56,9 % — особи у віці 18—64 років, 23,1 % — особи у віці 65 років та старші. Медіана віку мешканця становила 51,5 року. На 100 осіб жіночої статі у переписній місцевості припадало 109,7 чоловіків;  на 100 жінок у віці від 18 років та старших — 92,6 чоловіків також старших 18 років.
За межею бідності перебувало 9,1 % осіб, у тому числі 0,0 % дітей у віці до 18 років та 0,0 % осіб у віці 65 років та старших.
Цивільне працевлаштоване населення становило 40 осіб. Основні галузі зайнятості: освіта, охорона здоров'я та соціальна допомога — 35,0 %, виробництво — 20,0 %, транспорт — 10,0 %, сільське господарство, лісництво, риболовля — 10,0 %.